# Ferreira (San Saturnino)
Ferreira (llamada oficialmente San Paio de Ferreira) es una parroquia española del municipio de San Saturnino, en la provincia de La Coruña, Galicia.

## Entidades de población
Entidades de población que forman parte de la parroquia:
- A Chabola
- A Picheira
- Borreiros de Abaixo
- Borreiros de Arriba
- Cadavás
- Camba (A Camba)
- Caínce
- Castiñeira (A Castiñeira)
- Chao
- Filgueiras (As Filgueiras)
- Fraga (A Fraga)
- Gándara (A Gándara)
- Leiriña (A Leiriña)
- Nogueira (A Nogueira)
- O Chao de San Cristovo
- Pico (O Pico de Ferreira)
- Piñeiros
- Plaza (A Praza)
- Pontellas
- Pontigos (Os Pontigos)
- Rosoiro (O Rosoiro)
- Santiso
- Seara (A Seara)
- Senra (A Senra)
- Seixo (O Seixo)
- Soutocalvo (Souto Calvo)
- Sumeiro (O Sumeiro)
- Vidueiro (O Bidueiro)
- Vila (A Vila)
- Xestal (O Xestal)

## Despoblados
- Costa (A Costa)
- Coto (O Coto)
- Coucefraga (O Couce da Fraga)
- Lapas
- O Escotadoiro
- O Pico de Caínce

## Suprimidos
- Burreiros (Borreiros)
- Tarambelo (O Tarambelo)

## Demografía
| Gráfica de evolución demográfica de Ferreira entre 2000 y 2019 |
|                                                                |
| Datos según el nomenclátor publicado por el INE.               |